# Északi likacsosgomba
Az északi likacsosgomba (Climacocystis borealis) a Fomitopsidaceae családba tartozó, az északi féltekén elterjedt, korhadó fenyőfatörzseken élő, nem ehető gombafaj.

## Megjelenése
Az északi likacsosgomba korhadó fákon növő taplógomba. A csoportosan növő termőtest 4-10 (15) cm széles; 0,5-4 cm vastag és 3-15 cm-re áll ki a fatörzsből. Félkör, vese vagy nyelv alakú. Színe fiatalon fehér, majd krémszínű, szalmasárgás. Felülete nemezes, pelyhes, szőrös.
Az alsó, pórusos termőréteg a kalapról jól lefejthető, a pórusok gyakran megnyúltak, labirintusszerűek, viszonylag tágak (1-2 db/mm) Színe fehéres, majd sárgás.
Húsa fehéres, kétrétegű. A külső része puha, szivacsos szerkezetű, a belső szívós, tömör. Szaga kellemes, íze keserű.
Spórái széles ellipszis alakúak, simák, méretük 4–6,5 × 3–5 mikrométer.

### Hasonló fajok
A keserű likacsosgomba hasonlít hozzá.

## Elterjedése és termőhelye
Eurázsia és Észak-Amerika északabbra eső területein honos. Magyarországon ritka.
Hegyvidéki erdők fenyőfáinak (főleg luc és jegenyefenyő) korhadó törzsén, tuskóin él, azok faanyagát bontja és bennük barna korhadást okoz. Minden évben új termőtestet fejleszt, júliustól októberig látható.

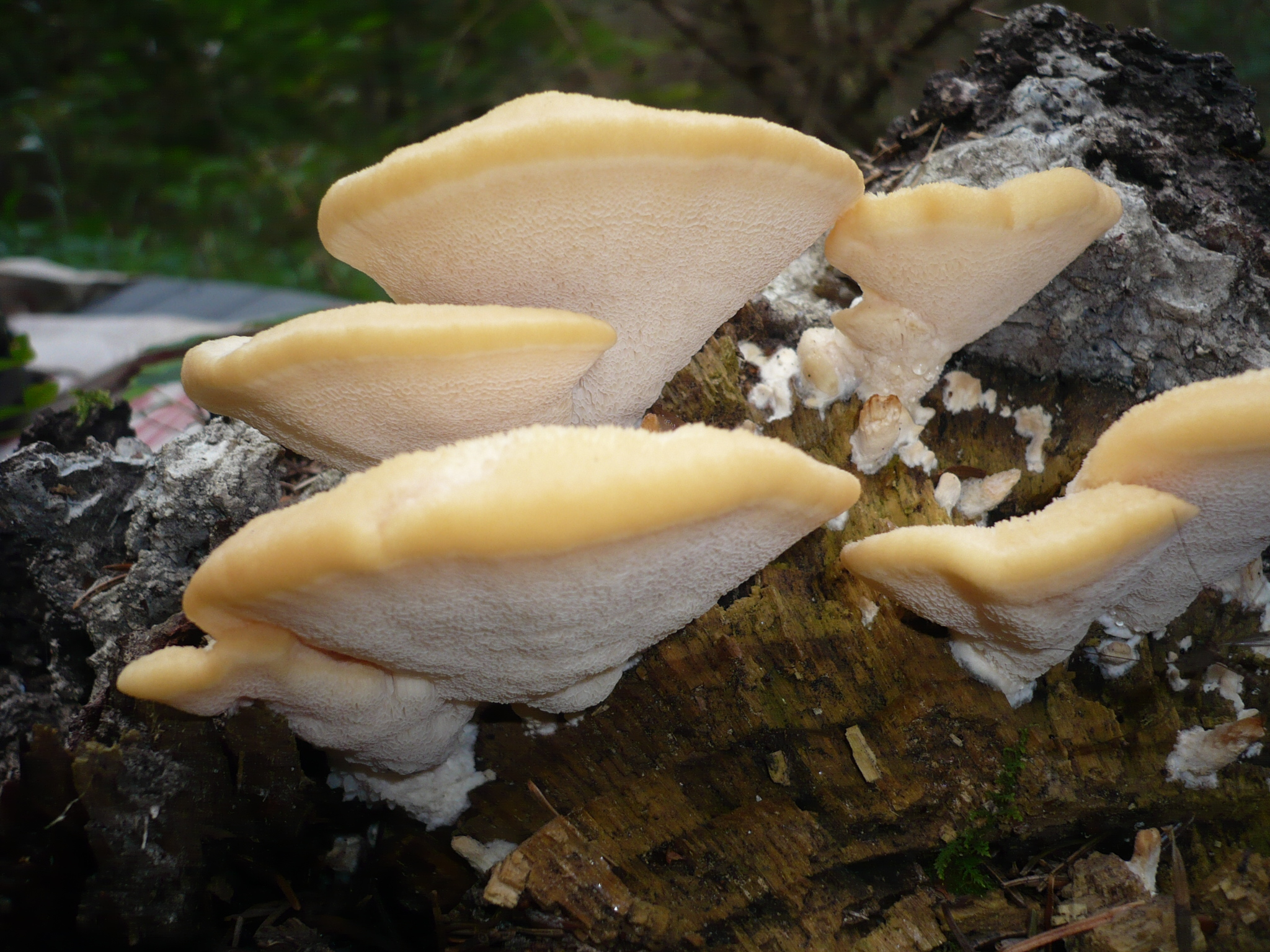
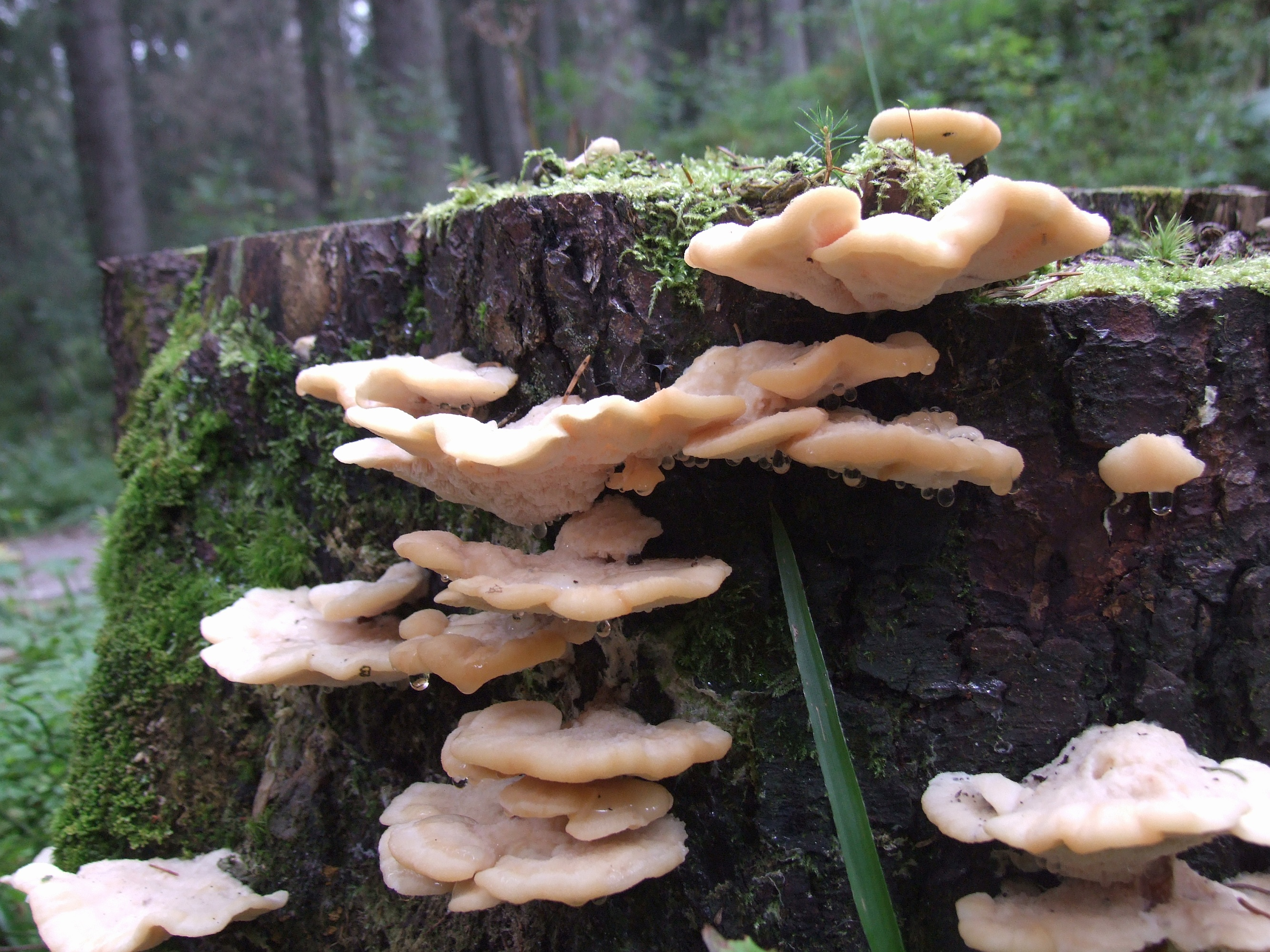
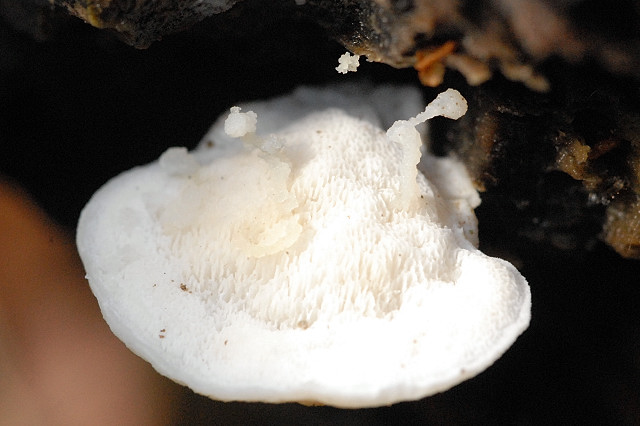
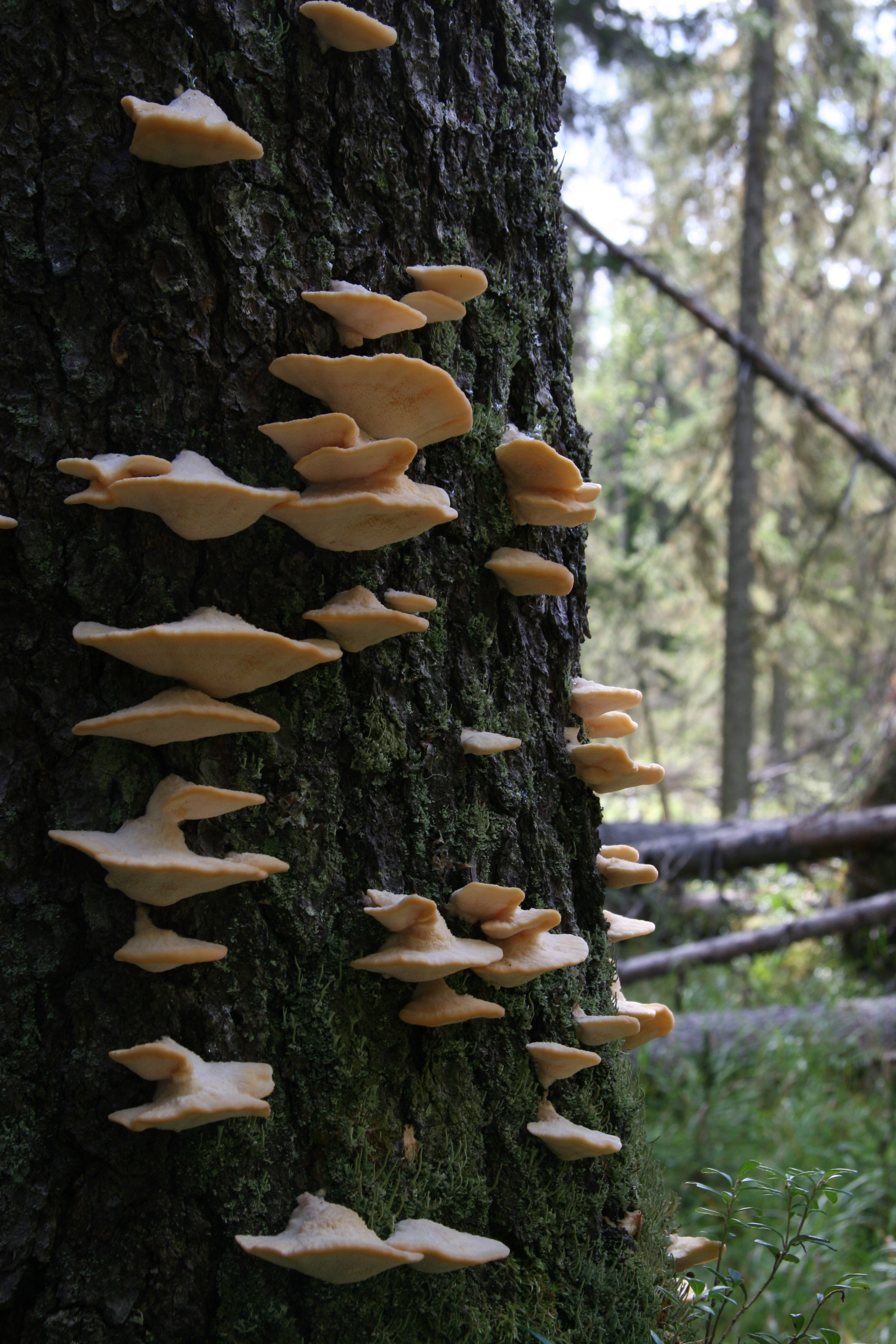

Nem ehető.